# Jonatan Soriano
Jonatan Soriano Casas (* 24. September 1985 in El Pont de Vilomara i Rocafort) ist ein ehemaliger spanischer Fußballspieler, der zuletzt beim CD Castellón unter Vertrag stand. Des Weiteren ist der Spieler Rekordtorschütze seines ehemaligen Vereins FC Red Bull Salzburg.

## Karriere

### Verein
Jonatan Soriano begann seine Karriere mit 15 Jahren in der zweiten Mannschaft von Espanyol Barcelona. Nach vier Jahren unterschrieb er einen Profivertrag und wurde an den damaligen Segunda-División-Klub UD Almería ausgeliehen. Er kehrte zur Saison 2006/07 zu Espanyol zurück, setzte sich im ersten Anlauf nicht durch und wurde für die Rückrunde erneut verliehen, diesmal an Polideportivo Ejido. Die Saison 2007/2008 verbrachte er wieder bei Espanyol und kam erstmals regelmäßig zum Einsatz. Die erste Hälfte der anschließenden Saison spielte er noch für Espanyol, in der zweiten Hälfte der Spielzeit leihweise für Albacete Balompié.
2009 wechselte Soriano zu FC Barcelona B. Mit dem Reserveteam des FC Barcelona stieg er in seiner ersten Saison in die Segunda División auf. Dabei war er mit 18 Treffern bester Torschütze seines Teams. In der Saison 2010/11 wurde er mit 32 Treffern in 36 Spielen Ligatorschützenkönig. Seine Mannschaft erreichte in dieser Saison Platz drei, die bis dahin beste Platzierung der Teams.
Am 19. Januar 2012 unterschrieb Soriano einen Vertrag bis Juni 2015 beim FC Red Bull Salzburg. Die Salzburger hatten bereits im Sommer 2011 eine Verpflichtung angestrebt, diese war aber am Veto des Trainers Ricardo Moniz gescheitert, da mit Alan bereits ein ähnlicher Spielertyp im Kader gestanden hatte. Er erzielte beim 2:1-Heimsieg gegen den SC Wiener Neustadt sein erstes Tor für RB Salzburg. Er beendete die Saison mit elf Einsätzen und drei Toren. In der folgenden Saison (2012/13) setzte er sich schließlich unter dem neuen Trainer Roger Schmidt durch, markierte in 33 Bundesligaspielen 26 Treffer und bereitete sieben weitere vor. Am Ende der Saison rangierte er in der Torschützenliste hinter Philipp Hosiner (32 Tore) auf dem zweiten Platz. In der Saison 2013/14 erzielte er 31 Treffer und 17 Vorlagen in 28 Spielen. Damit wurde er Torschützenkönig und Topscorer der Bundesliga. Zusätzlich holte er nach 2012 erneut mit dem FC Red Bull Salzburg das Double. In der Torschützenliste im ÖFB-Cup stand er auf dem zweiten Platz (fünf Tore) hinter seinem Teamkollegen Alan (sechs Tore). Nach dem Ende der Europaleaguesaison war er mit seinen acht Toren Torschützenkönig dieses Bewerbes, obwohl Salzburg bereits im Achtelfinale ausgeschieden war. Soriano erzielte wettbewerbsübergreifend 48 Tore und gab 23 Torvorlagen in 43 Spielen. Eine Jury aus den Präsidenten, Managern und Trainern aller Klubs der Bundesliga wählte ihn zum „Spieler der Saison 2013/14“. Bei der von der APA durchgeführten Wahl zum Fußballer des Jahres von Österreich wurde er Zweiter hinter dem Österreicher David Alaba. Von der UEFA wurde er für das „Team des Jahres“ nominiert. Er stand dabei unter anderem neben Spielern wie Gareth Bale, Neymar, Diego Costa oder Carlos Tévez zur Wahl. Schließlich musste er sich jedoch Zlatan Ibrahimović, Cristiano Ronaldo und Lionel Messi geschlagen geben.
In der Saison 2014/15 verteidigte er mit RB Salzburg das Double und wurde erneut Torschützenkönig und Topscorer mit 31 Toren und 13 Torvorlagen in 32 Spielen in der Bundesliga. Außerdem war er mit sieben Treffern erstmals bester Torschütze im ÖFB-Cup und wurde zum zweiten Mal als „Spieler der Saison“ prämiert. Allerdings verfehlte Soriano erneut mit seiner Mannschaft den Einzug in die Champions League. In der Europa League überstand sein Team die Gruppenphase und musste sich in der nächsten Runde dem FC Villarreal geschlagen geben. Am Ende des Turniers landete Soriano auf dem fünften Platz in der Schützenliste mit sechs Toren. Insgesamt verbuchte er am Ende dieser Saison 46 Tore und 20 Torvorlagen in 49 Spielen.
In der folgenden Meisterschaftssaison 2015/16 gewann der mit der Mannschaft zum dritten Mal in Folge den Cup und die Meisterschaft. Soriano wurde erneut Torschützenkönig in beiden Bewerben. Am 12. März 2016 erzielte er in seinem 125. Spiel in der österreichischen Bundesliga für Red Bull Salzburg seinen 109. Treffer und übertraf damit den Rekord eines ausländischen Spielers von Zlatko Kranjcar, der 108 Tore in 213 Spielen erzielt hatte. Allerdings qualifizierte sich RB Salzburg weder für die Champions League noch für die Europa League. Soriano war wegen einer Verletzung nur in einem Qualifikationsspiel zum Einsatz gekommen. Zusammenfassend brachte es der Stürmer wettbewerbsübergreifend auf 34 Spiele mit 32 Toren und 14 Torvorlagen.
Sein Vertrag lief bis zum 30. Juni 2018 und beinhaltete eine Option für ein weiteres Jahr.
Am 27. Februar 2017 wechselte er nach China zu Beijing Guoan, wo er einen Zweijahresvertrag unterschrieb. In zwei Jahren in China absolvierte er 31 Spiele in der Chinese Super League, in denen er 25 Tore erzielte. Nach dem Ende seines Vertrags wechselte er im Januar 2019 nach Saudi-Arabien zu al-Hilal. Für den Hauptstadtklub absolvierte er acht Spiele in der Saudi Professional League, in denen er drei Tore erzielte.
Im August 2019 kehrte er nach Spanien zurück und wechselte zum Zweitligisten FC Girona. Am 24. September 2021 beendete er seine aktive Karriere.

### Nationalmannschaft
Soriano durchlief alle spanischen Nachwuchsnationalmannschaften bis zur U-21. Im Dezember 2012 wurde er in die katalanische Fußballauswahl für das am 2. Januar 2013 stattfindende Testspiel gegen Nigeria einberufen. Im März 2014 prüfte der ÖFB die Möglichkeit, Soriano gemeinsam mit seinem Salzburger Sturmpartner Alan einzubürgern und so für beide die Spielberechtigung für die österreichische Nationalmannschaft zu bekommen. Da Soriano schon vier Spiele für die spanische U-21-Nationalmannschaft bestritten hatte – zudem allesamt Pflichtspiele −, zerschlug sich dieser Plan.

## Erfolge
- Österreichischer Meister: 2012, 2014, 2015, 2016
- Österreichischer Cupsieger: 2012, 2014, 2015, 2016
- Spanischer Cupsieger: 2006
- Spieler der Saison in Österreich: 2013/14, 2014/15
- Torschützenkönig der UEFA Europa League: 2014 (8 Tore)
- Torschützenkönig der österreichischen Bundesliga: 2014 (31 Tore), 2015 (31 Tore), 2016 (21 Tore)
- Torschützenkönig des ÖFB-Cups: 2015 (7 Tore), 2016 (10 Tore)
- Torschützenkönig der Segunda División: 2011 (32 Tore)
- VdF-Spieler des Jahres (Bruno): 2015, 2016
- VdF-Torschützenkönig des Jahres (Bruno): 2014, 2015, 2016
- UEFA Team of the Year: 2014 (Nominierung)